# Renato Pasturenti
Renato Pasturenti (Voghera, 15 febbraio 1907 – Voghera, 8 febbraio 1993) è stato un arbitro di calcio, allenatore di calcio e dirigente sportivo italiano.

## Carriera

### Arbitro
Divenne arbitro nel 1930; in seguito si trasferì prima a Merano e poi a Bolzano, dove contribuì alla fondazione della sezione arbitrale locale e continuò ad arbitrare parallelamente all'attività di insegnante nelle scuole superiori.
Una delle prime gare da lui dirette in Prima Divisione fu Udinese-Fiumana (1-0) del 10 marzo 1935.

### Allenatore
Tornò a Voghera nel 1943, e allenò per due stagioni in Serie B nella Vogherese nelle stagioni 1946-1947 e 1947-1948. In seguito ricoprì fino al 1952 il ruolo di segretario della Vogherese.

### Dirigente arbitrale
Dal 1952 al 1956 fu presidente della sezione A.I.A. di Voghera, ruolo che abbandonò nel 1956 quando venne incaricato di ricoprire il ruolo di rappresentante A.I.A. presso il giudice sportivo della Lega Nazionale, posizione che mantenne fino al 1962; in seguito venne nominato Commissario Arbitri della Lega Nazionale Professionisti, incarico che ricoprì dal 1966 al 1971.
Dal 1972 al 1980 ricoprì la carica di Vice Presidente dell'A.I.A., mentre dal 1988 al 1990 fu nominato quale membro della commissione consultiva della Presidenza A.I.A.; diresse per oltre dieci anni i corsi di perfezionamento e quelli per la formazione dei dirigenti arbitrali che si svolsero a Coverciano.
Parallelamente a queste attività, fu anche delegato UEFA dell'A.I.A. dal 1972 al 1983 e Presidente della Commissione Disciplina dell'A.I.A. dal 1981 al 1987. Nel 1992 venne nominato dirigente onorario della FIGC.